# Jailleux
Jailleux est un hameau de la commune française de Montluel dans le département de l'Ain. Le hameau est situé à environ 3 kilomètres du centre de Montluel.

## Toponymie
Les graphies successives suivantes semblent avoir été utilisées : Jalliaco, Jaillacus, Jaleu et Jaylleu. Une hypothèse rattache cette liste au toponyme Gaillac.

## Infrastructures

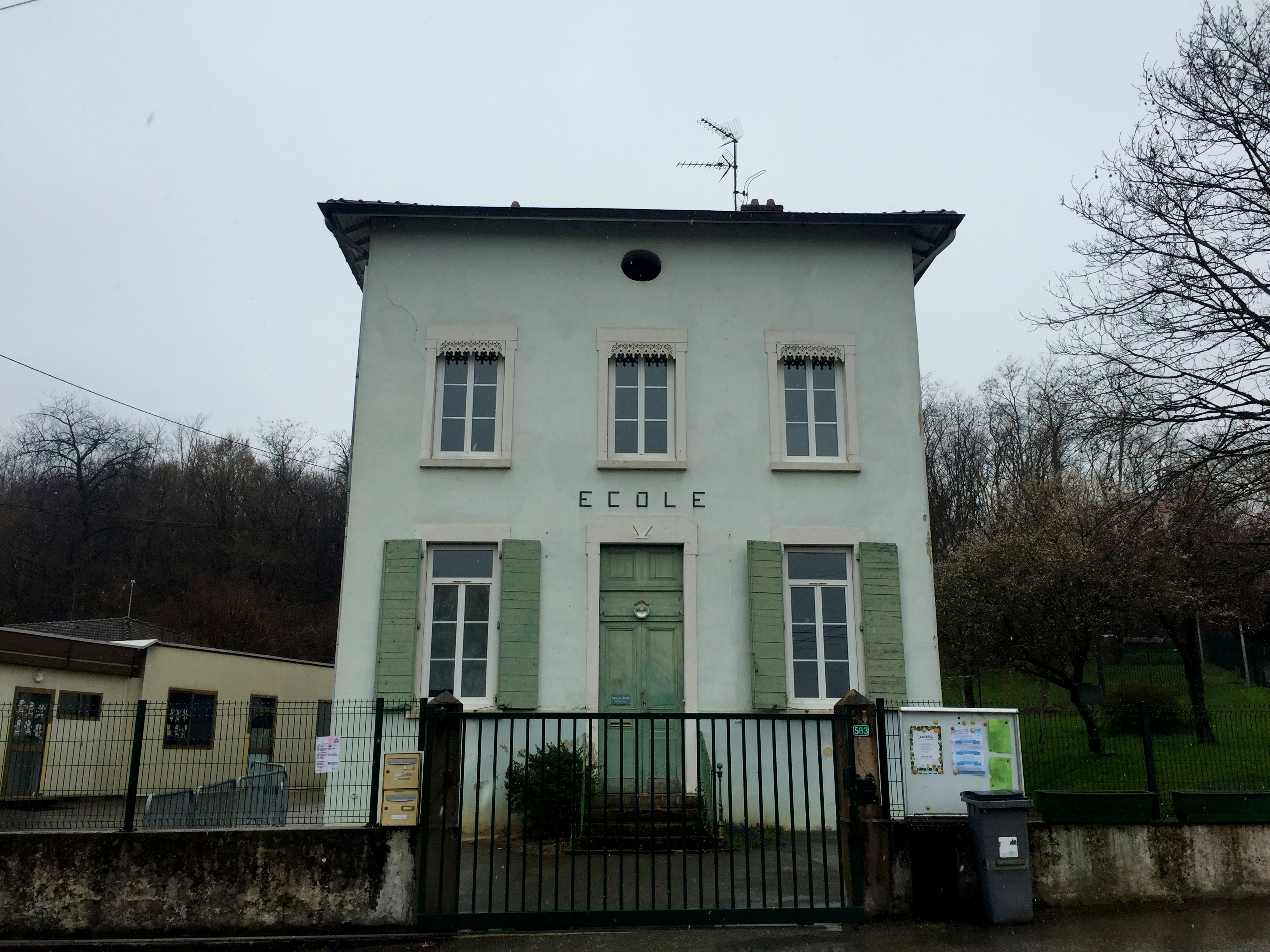
Vue de l'école de Jailleux.

Il y a une école à Jailleux qui n'assure à présent que le niveau maternelle.

## Culture et patrimoine

### Lieux et monuments

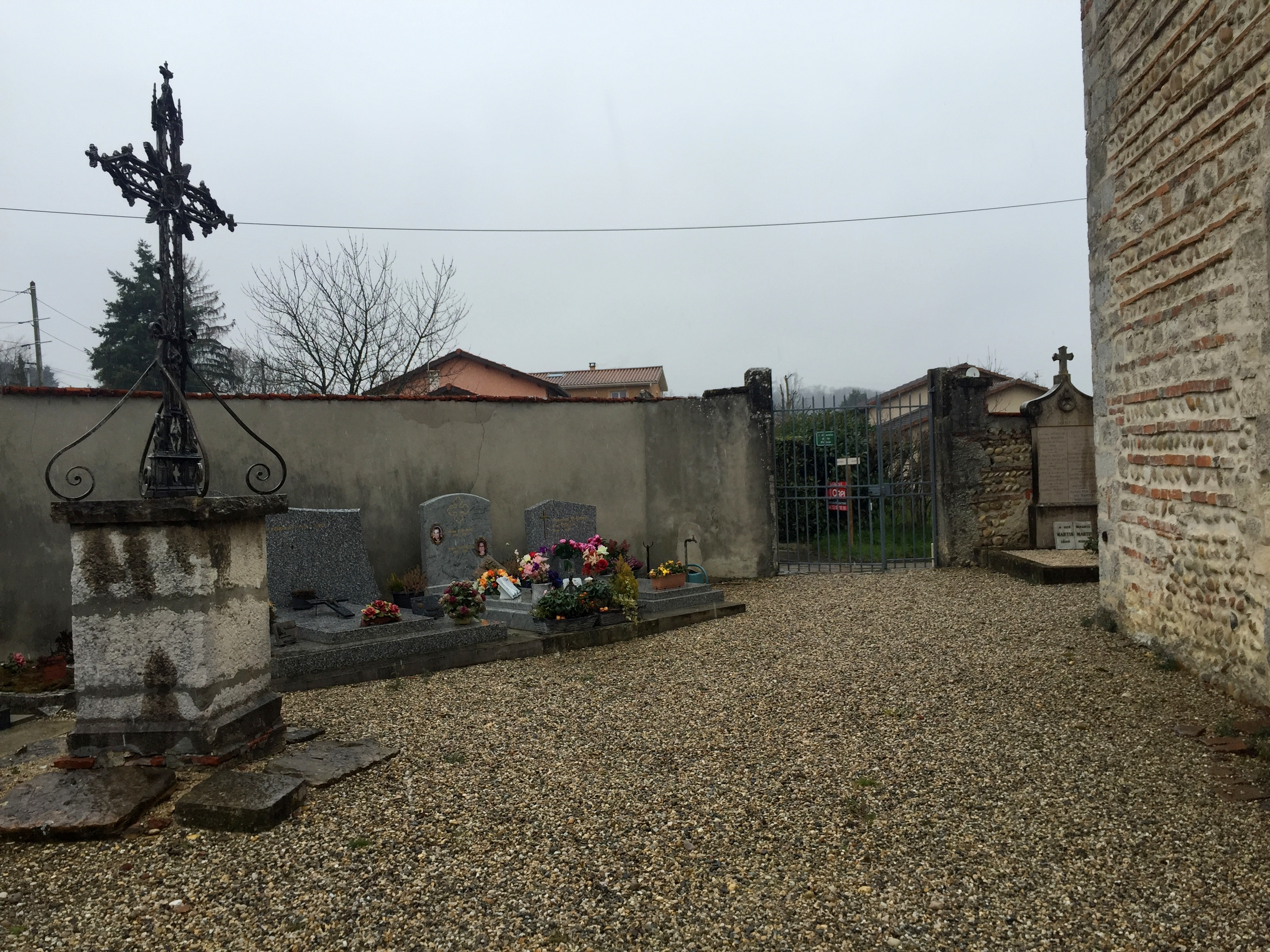
Le cimetière de Jailleux avec la croix de cimetière à gauche et le mur de l'église à droite.

Le hameau étant situé au sud de la Dombes, on peut voir à Jailleux un certain nombre de fermes dombistes typiques (bâtiment principal en « U », cour fermée, etc.).
Il y a un cimetière à Jailleux, comme à Romanèche, Cordieux et à Montluel-ville : il entoure l'église Saint-Barthélemy.